# Oud Oefenplein
Oud Oefenplein, in de volksmond 'Plein' genoemd, is de sociale woonwijk tussen de Antwerpsesteenweg en de Liersesteenweg in Mechelen-Noord te Mechelen. Zij werd gebouwd rond 1960 en telt een paar honderd wooneenheden. Na 2001 werd een begin gemaakt met renovatie van de huizen in de wijk. Er staan twee grote appartementsblokken in het centrum.

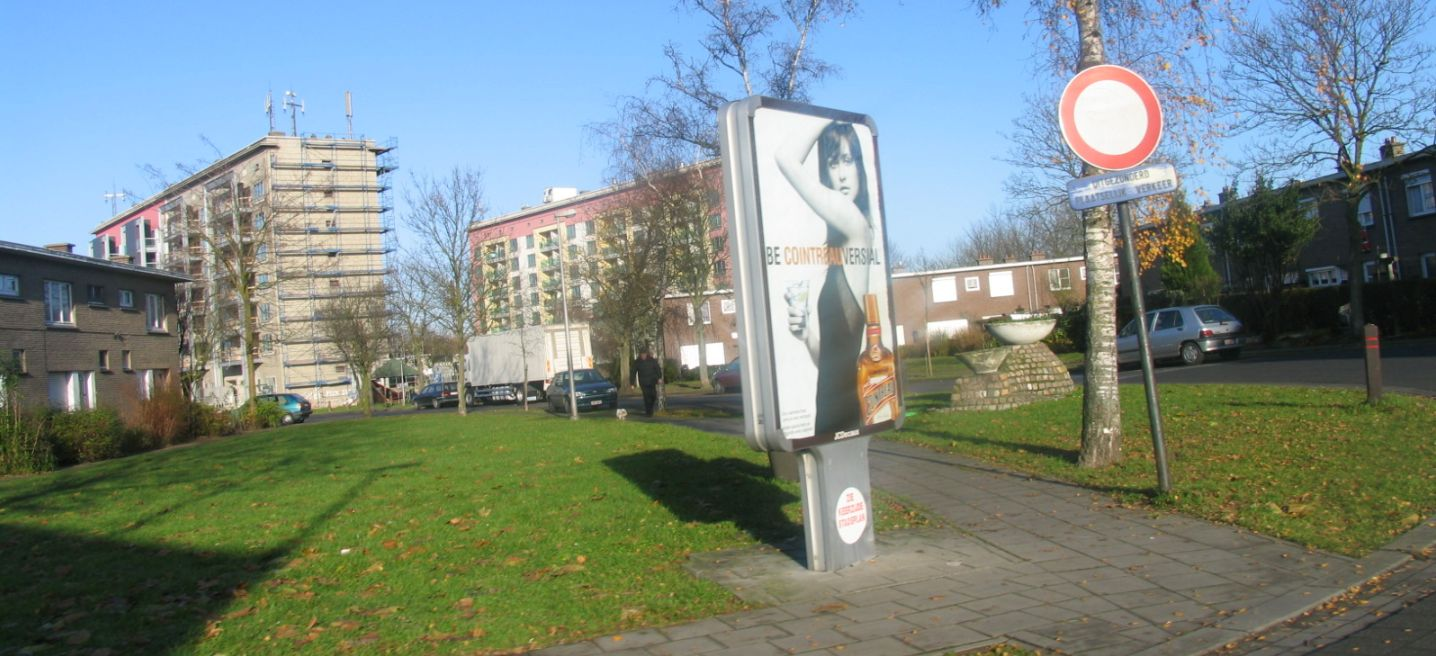
Zicht op het Plein der Verenigde Natiën, noordwaarts
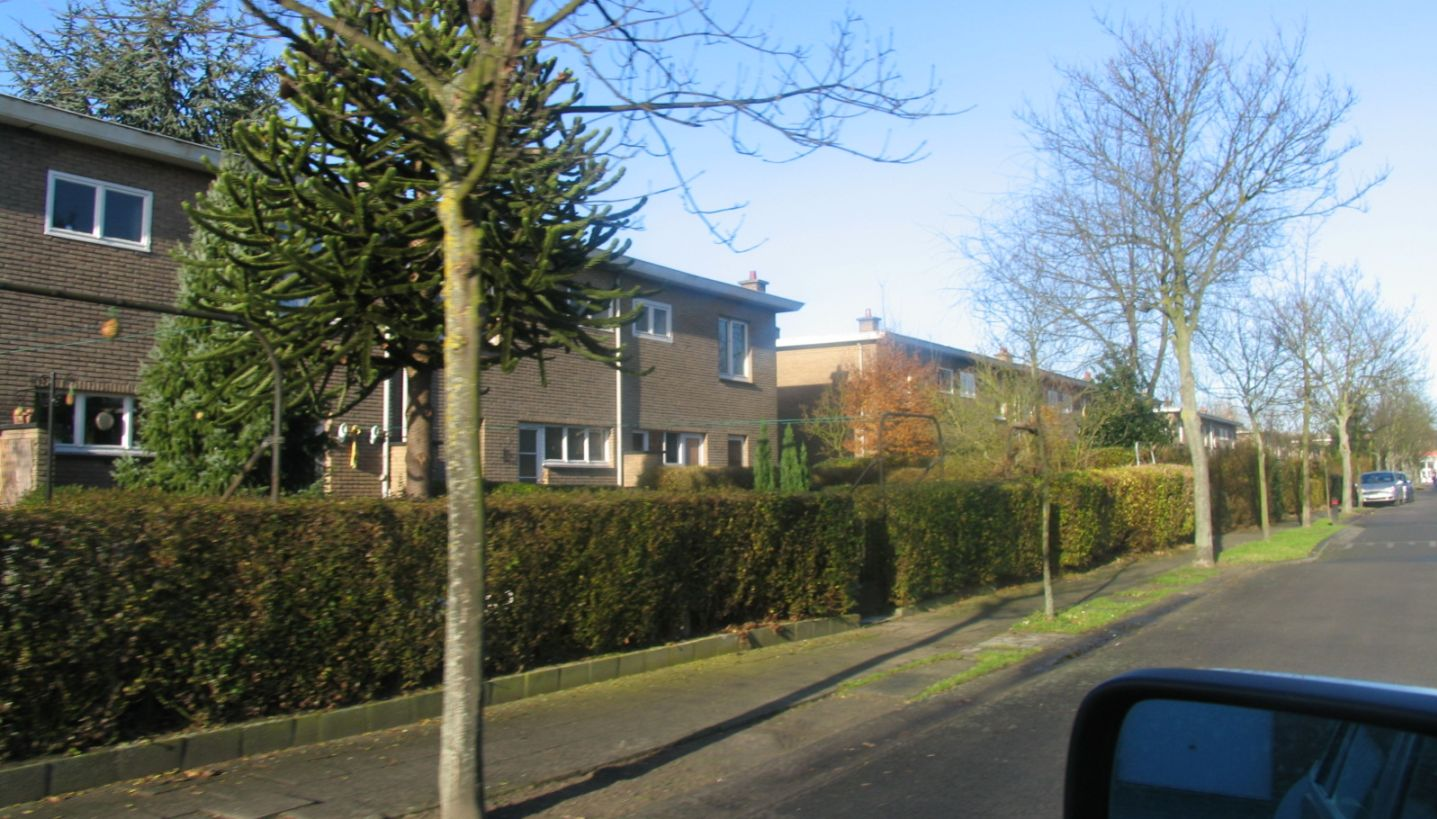
Zicht op Koekoekstraat, noordwaarts
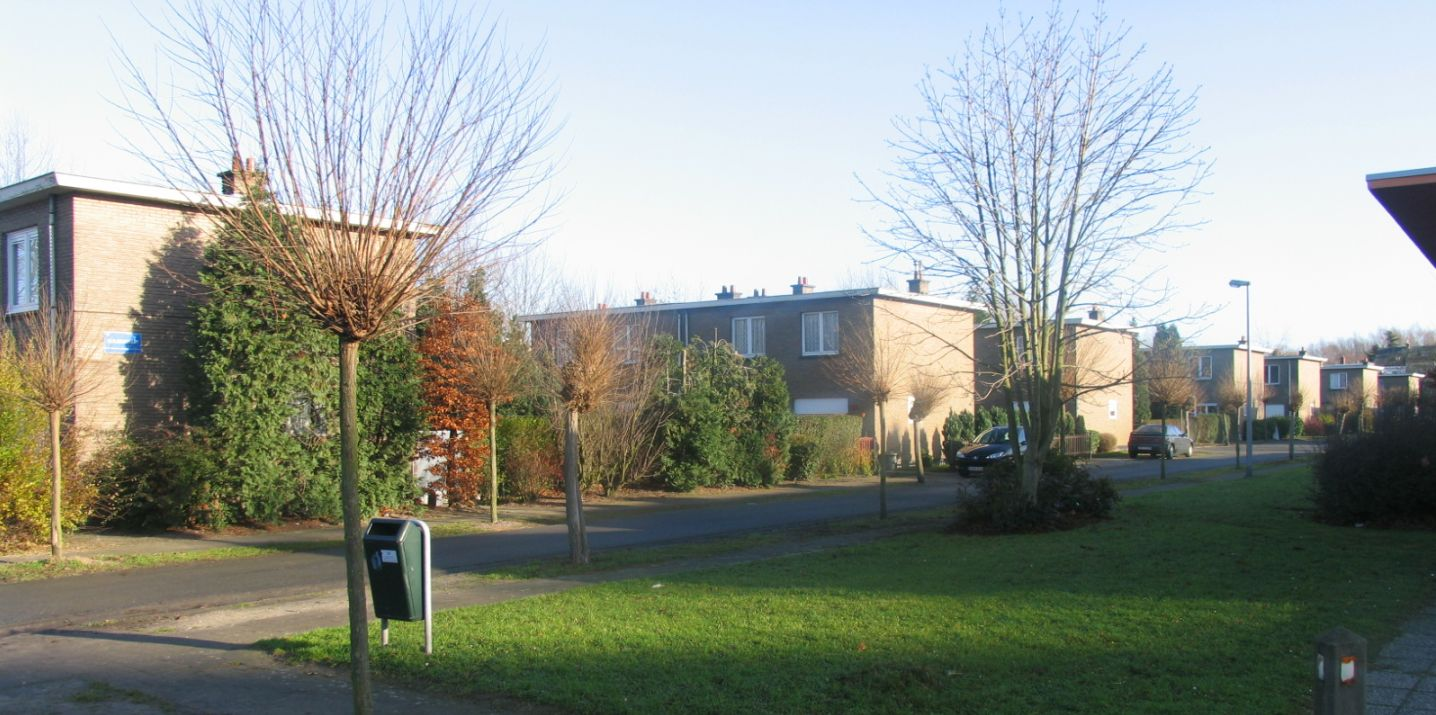
Zicht op de Sijsjesstraat, noordoostwaarts

Mechelen-Noord · Mechelen-Zuid · Mechelen-Centrum · Tervuursesteenweg · Battel · Nekkerspoel · Arsenaal
Woonwijken buiten het centrum: Otterbeek · Katanga · Oud Oefenplein · Kauwendael · Galgenberg · Marokken (Schorsvelden) · Stuivenberg
Historische buitenwijken: Halfgalg · Geerdegem · Auwegem · Pennepoel · Nekkerspoel · Hanswijk · Zennegat